# João Noé Rodrigues
João Noé Rodrigues (* 8. März 1955 in Kapstadt, Südafrika) ist ein südafrikanischer Geistlicher und römisch-katholischer Bischof von Tzaneen.

## Leben
João Noé Rodrigues empfing am 4. Juli 1982 das Sakrament der Priesterweihe für das Bistum Lydenburg-Witbank.
Am 28. Januar 2010 ernannte ihn Papst Benedikt XVI. zum Bischof von Tzaneen. Der Apostolische Nuntius in Südafrika, Erzbischof James Patrick Green, spendete ihm am 18. April desselben Jahres die Bischofsweihe; Mitkonsekratoren waren der Bischof von Witbank, Giuseppe Sandri MCCJ, und der Bischof von Polokwane, Mogale Paul Nkhumishe.